# 이영철 (1968년)
이영철(李永喆, 1968년 12월 15일 ~ )은 대한민국의 제7대 경상남도 김해시의원이었다.

## 학력
- 김해대학교 사회복지계열 사회복지전공 졸업

## 경력
- 1991 GM대우자동차 입사
- 2005 비정규직철폐투쟁 관련 징계해고
- 2008 대법원 승소 원직복직
- 진보신당 경남도당 김해시 당협위원회 부위원장
- 갑오골프연습장 건립반대 대책위원
- 전국금속노동조합 GM대우자동차지부 창원지회 교육위원장
- 임대아파트 전국회의 부영연대 대표
- 부영 6차·8차·9차 임차인대표회의 연석회의 회장
- 부영 9차(갑오마을 6단지) 임차인대표회의 회장
- 갑오마을 부영 4·5·6단지 임차인대표 연석회의 회장
- 진보신당 "창원터널 무료화 추진위" 집행위원장
- "장유 폐기물소각장 대책위 결성" 대표 감사청구인
- 장유면 덕정초등학교 학부모 운영위원
- 장미넷 운영위원
- 장유면 행정개편(동전환) 시민대책위원장
- 대청천생태하천조성 시민모니터링단 총무
- 불모산터널 통행료현실화 추진위원
- 김해시 수돗물 사랑시민모임(불소중단) 간사.
- 2014.07 ~ 2018.05 제7대 경상남도 김해시의회 의원
- 2014.07 ~ 2016.07 제7대 경상남도 김해시의회 전반기 자치행정위원회 위원
- 2014.07 ~ 2016.07 제7대 경상남도 김해시의회 전반기 예산결산특별위원회 위원
- 2015.06 ~ 2016.06 제7대 경상남도 김해시의회 삼계나전지구도시개발사업행정사무조사특별위원회 위원
- 2016.06 ~ 2017.11 제7대 경상남도 김해시의회 김해시외버스터미널조성사업및신세계백화점ㆍ이마트김해점등유통업상생발전에대한행정사무조사특별위원회 위원
- 2016.07 ~ 2018.05 제7대 경상남도 김해시의회 후반기 행정자치위원회 위원
- 2016.07 ~ 2018.05 제7대 경상남도 김해시의회 후반기 의회운영위원회 위원
- 2016.07 ~ 2018.05 제7대 경상남도 김해시의회 후반기 예산결산특별위원회 위원
- 덕정초등학교 운영위원
- 대청중학교 운영위원
- 한국지엠 창원지회 노동조합 교육위원장

## 역대 선거 결과
|  | 21.24% |

|  | 24.15% |

|  | 23.68% |

|  | 5.68% |

|  | 8.26% |

|  | 3.12% |